# Horbacivka, Zhurivka
Horbacivka (în ucraineană Горбачівка) este un sat în comuna Pravo Jovtnea din raionul Zhurivka, regiunea Kiev, Ucraina.

## Demografie
Componența lingvistică a localității Horbacivka
     Ucraineană (95,35%)
     Rusă (4,65%)
Conform recensământului din 2001, majoritatea populației localității Horbacivka era vorbitoare de ucraineană (95,35%), existând în minoritate și vorbitori de rusă (4,65%).